# Guido Di Fidio
Guido Di Fidio (Trinitapoli, 27 luglio 1924 – Bergamo, 20 settembre 2016) è stato uno scultore e incisore italiano.

## Biografia
Pugliese di nascita, dopo la maturità classica studia a Milano all'Accademia di Brera con Marino Marini e a Parigi con Ossip Zadkine. Sposato in prime nozze (1952-1970) con la pittrice milanese Carolina Marzotto (Carola Mazot), si risposa successivamente con Mariuccia Bassi. Nel primo periodo della sua produzione artistica di scultore ed incisore vive e lavora principalmente a Milano. Espone nel 1956 alla Biennale di Venezia, inoltre, in particolare, vince nel 1965 il premio internazionale Bice Bugatti-Giovanni Segantini per il ventesimo anniversario della Resistenza, e nel 1969, su invito del Governo Canadese, lavora ed espone a Montréal. Si trasferisce poi a Bergamo, dove insegna al Liceo Artistico Statale, divenendone anche dirigente per diversi anni. Decide infine di stabilire, negli ultimi vent'anni della sua vita, il suo atelier nel Monferrato.

## Produzione artistica
Scriveva Franco Loi a proposito dell'opera di Di Fidio: "Quando, negli anni '60, ebbi modo di conoscere Guido Di Fidio, abitavamo tutt'e due alla periferia est di Milano, quella tra piazzale Cuoco e piazzale Susa, e gli facevo visita spesso. Guardando le immagini di questo artista, credo di percepire nell'insieme del suo lavoro, almeno due intenti: quello dell'espressione del dolore e della morte; quello dell'attenzione alle leggi che possono, sia pure in modo enigmatico ma evidente, regolare gli spazi e i rapporti tra le forme. Prendiamo, ad esempio, le varie sculture, o i disegni, dedicati alle onde del mare o ai gabbiani. Sembra che l'artista sia attratto più dai vuoti che dai pieni, più dalle possibilità infinite di rapporti e di movimento che dalla soluzione, che pure viene per necessità offerta, ma che lascia presagire altri mutamenti. È anche significativo che sia il mare il vero protagonista di quest'arte: il mare si muove, il mare è forza, il mare è perenne alternarsi di vuoti e di pieni, di morte e di vita. Leggendo un interessante saggio di Paolo Baldan su Dante, uno dei suoi versi - le vere ragion che son nascoste - mi ha in qualche modo suggerito quello che potrebbe essere il titolo generale dell'opera di Guido Di Fidio" (cf. introduzione di Franco Loi nel catalogo stampato in occasione della mostra di Guido Di Fidio alla ex chiesa della Maddalena e Centro Culturale S. Bartolomeo, Bergamo, 1993).
Il critico d'arte Marcello Venturoli aggiungeva: "Mi piace iniziare a raccontare la storia dello scultore Guido Di Fidio nel suo momento di trapasso da un gusto figurativo espressionista (nutrito però dalla linfa delle avanguardie storiche, da Marino Marini di cui fu allievo a Brera a Ossip Zadkine, quando frequentò a Parigi la sua scuola nel 1954) a modi più liberi ed aperti, derivati dalla frammentazione dell'ordine di natura, per particolari, quasi che utilizzasse oggetti trovati. In fondo la connotazione più specifica di queste sculture è per l'appunto l'instabilità, lo sfuggire ad ogni misurazione evidente. L'onda sale altissima e ricade in un frastaglio infinito; l'ala del gabbiano la sfiora, ma il volo è già alto. E nella sua parabola è l'intero orizzonte marino, il suo vortice e il suo silenzio. Una scultura fatta di vuoti, appena innervati nelle fibre del metallo; e scaglie verdastre, patinature dense e preziose. Ma il senso vero di essa sta nella dinamica dei suoi scarni elementi: la giusta misura dell'incurvarsi della lamina che suggerisce l'incombere pauroso dell'onda; la curva aerea delle ali del gabbiano, che attiva la fulminea impennata; l'accorta scacchiera degli uccelli nello spazio, che ricrea le infinite traiettorie, l'orizzonte intero gremito di voli" (cf. introduzione di Marcello Venturoli nel catalogo stampato in occasione della mostra di Guido Di Fidio alla ex chiesa della Maddalena e Centro Culturale S. Bartolomeo, Bergamo, 1993).
Per l'architetto Giorgio Della Vite "Guido Di Fidio conservò sempre un vivo ricordo della terra pugliese e del mare, prossimo a Trinitapoli, dove nacque e crebbe prima di trasferirsi ventenne a Milano; un ricordo che lo portò per tutta la vita ad elaborare modelli scultorei e grafici legati al mare e al suo movimento: la risacca, l'onda, l'acqua, il volo (in particolare quello dei gabbiani). Il cercare di trovare un equilibrio in un elemento instabile come l'acqua, nel suo moto, nel movimento dei suoi gorghi, nelle mutevoli forme dell'onda, diventa per l'artista tema dominante della sua ricerca espressiva. Anche l'aria, caratterizzata dal volo degli uccelli, è l'altro elemento naturale spesso presente nelle sue opere, così ben esemplificato nelle onde marine e nel volo dei gabbiani, arbitri di rotte e moti nello spazio libero" (cf. introduzione dell'architetto Giorgio Della Vite nel catalogo stampato in occasione della mostra di Guido Di Fidio al Palazzo Municipale di Seriate (Bergamo), 2014).
Dopo gli anni iniziali all'Accademia di Brera a Milano, dove è allievo del maestro Marino Marini, Guido Di Fidio si trasferisce nel 1954, su invito del Governo Francese, per un anno a Parigi dove studia con il maestro Ossip Zadkine. Ha tenuto numerose mostre personali e ha esposto in varie rassegne in Italia e all'estero, ottenendo anche vari premi.
Molte sue opere fanno parte di collezioni private, ma anche di collezioni pubbliche del Comune di Milano e nei comuni dove vinse i vari premi. Nella collezione de La Permanente di Milano sono conservate due grandi sculture del "periodo del mare" (gabbiani sull’onda).
La sua grande scultura "Combattimento di Uccelli" è visibile presso il Museo MAGI 900 a Bologna.
Hanno scritto a riguardo del suo lavoro e delle sue opere, tra gli altri, Franco Loi, Marco Valsecchi, Mario De Micheli, Raffaele De Grada, Antonio Cossu, Marcello Venturoli, Giorgio Seveso, e Julia Draganović.

## Mostre ed Esposizioni
- 1953 - Premio Città di Milano.

- 1954 - Anno di studio a Parigi con il maestro Ossip Zadkine, su invito del Governo Francese.

- 1956 - XXVIII Biennale di Venezia[1] e Quadriennale di Roma (VII Quadriennale nazionale d'arte di Roma).

- 1958 - Premio Meda Scultura; premio acquisto dal Ministero Pubblica Istruzione, Roma; mostra personale alla Galleria San Fedele, Milano[10].

- 1959 - Primo classificato al concorso per una fontana monumentale in Piazza Piemonte, Milano.

- 1960 - Mostra di scultura alla Galleria Alberti, Brescia[11].

- 1962 - Finalista al concorso Monumento alla Resistenza, Cuneo.

- 1964 - Esegue la facciata di un palazzo in Piazza Greco, Milano.

- 1965 - Premio internazionale Bice Bugatti-Giovanni Segantini per il ventesimo anniversario della Resistenza[2] a Nova Milanese[12]; mostra personale alla Galleria Trentadue, Milano[13][14]; IV Biennale Internazionale di Scultura Città di Carrara; premio a Brescia per progetto fontana; mostra collettiva alla galleria A.A.B., Brescia.

- 1966 - XIX Premio Suzzara; II Mostra Internazionale di Scultura all’aperto, Fondazione Pagani, Legnano; mostra collettiva alla Galleria A.A.B., Brescia, e alla Galleria Martano, Torino[15]; mostra collettiva Galleria Il Ponte, San Giovanni Valdarno; mostra collettiva alla Galleria Il Vaglio, Firenze; mostra personale alla Galleria Benedetti, Legnano; mostra d'arte contemporanea a Santu Lussurgiu (Sardegna)[16]; mostra personale alla Galleria La Sfera, Modena; I Premio di Incisione Il Ponte, San Giovanni Valdarno; articolo sulla rivista Chiesa e Quartiere.

- 1967 - Mostra Personale alla Galleria Il Fondaco, Bergamo; Quinta Biennale Internazionale di Scultura Città di Carrara; Premio Nazionale di Bianco e Nero, Famiglia Artistica Milanese, Milano.

- 1968 - Due mostre di scultura collettiva alla Galleria Traverso, Milano; mostra personale alla Galleria Il Ponte, San Giovanni Valdarno; partecipazione a Mostra di Grafica Internazionale, Galleria Pozzi, Novara; II Premio di Incisione Il Ponte, San Giovanni Valdarno.

- 1969 - Soggiorna per sei mesi a Montréal[3], su invito del Governo Canadese, per lavorare ed esporre alla Galleria Libre (questa esperienza gli permise, nei suoi viaggi tra Canada e Stati Uniti, di confrontarsi e conoscere più direttamente le avanguardie artistiche del Nord America); premio acquisto del Comune di Milano per una sua scultura.

- 1970 - Mostra personale alla Galleria L’Agrifoglio, Milano; partecipazione al 7° Incontro di Scultura Fornaci di Cunardo.

- 1971 - Mostra Cinque Artisti alla Galleria Mantegna, Mantova.

- 1972 - Mostra di Grafica Internazionale, Shop Art, Milano.

- 1973 - Mostra collettiva alla Galleria L’Agrifoglio, Milano; mostra di Grafica Internazionale, Casalpusterlengo;

- 1974 - Mostra della Resistenza Internazionale, Castello Sforzesco, Milano[17].

- 1975 - Mostra personale Galleria Fumagalli, Bergamo; II Triennale dell’Incisione di Bradford (Inghilterra); mostra Grafici Italiani Contemporanei della Galleria d’Arte Moderna di Lubiana (ex Yugoslavia); mostra personale presso Galleria La Sfera, Modena; mostra personale alla Galleria Studio A. Di Gennaro, Milano.

- 1978 - Mostra collettiva Arte Giovane, Galleria La Garitta, Bergamo.

- 1979 - Mostra personale presso il Centro San Bartolomeo, Bergamo.

- 1981 - Mostra personale Galleria l’Arco, Como; realizzazione del “Monumento al Fante” a Tavernola Bergamasca.

- 1984 - Mostra collettiva El Bagatt, Incontri di arte e poesia Università di Pavia, Collegio Cairoli, Pavia[18].

- 1985 - Mostra personale alla Galleria La Bottega del Quadro, Bergamo.

- 1987 - Secondo Premio al concorso per un monumento alla pace, Nova Milanese.

- 1989 - Mostra di Grafica Internazionale “La Grafica Contemporanea della Bottega di Giorgio Upiglio”, Liceo Artistico Statale, Bergamo; mostra “Calcografie e litografie dai torchi di Giorgio Upiglio”, Collegio Cairoli, Pavia[18].

- 1992 - Realizza la grande scultura “Combattimento di uccelli” in bronzo, che è visibile presso il Museo Magi 900, Bologna[9].

- 1993 - Mostra Antologica in due spazi: Ex Chiesa della Maddalena e Centro San Bartolomeo, Bergamo[4].

- 1994 - Pubblicazione con Franco Loi della raccolta di poesie ed incisioni, Arbur (1994)[19][20]; mostra personale Galleria Aleph, Milano[21].

- 1995 - Partecipazione alla Biennale Internazionale del Bronzetto di Padova e partecipazione alla mostra “Le ragioni della Libertà” alla Triennale di Milano; realizza la scultura in legno “L’Antigone”.

- 1997 - Realizzazione di una scultura nel Castello di Kromsdorf (Germania) con mostra personale all’interno del Castello[22][23]; mostra personale a Berlino, Spazio Rathaus Treptow; mostra “Figurazioni”, La Permanente, Milano[8].

- 1998 - Personale a Galway (Irlanda), University Gallery[24]; mostra personale “Incisione Italiana” a Weimar (Germania).

- 2004 - Mostra personale di scultura e grafica, Liceo Artistico Statale, Bergamo.

- 2006 - Assegnazione del “Premio Ulisse” alla carriera artisti del XX secolo, dalla Provincia di Bergamo, Bergamo[25].

- 2009 - Partecipazione al concorso “Scultura nella città”, con esposizione del suo progetto e della scultura “L’Antigone” a La Permanente, Milano[8].

- 2014 - Mostra di sculture e incisioni presso il Palazzo Municipale di Seriate (BG) con la presentazione di Franco Loi[6][7].

- 2017 - Mostra postuma a Celle Ligure[26].

- 2019 - Realizzazione del video "Guido Di Fidio - Le vere ragion che son nascoste", regia di Roger A. Fratter.

- 2022 - Mostra a Trinitapoli, città natale dell'artista, al Museo degli Ipogei[27][28][29][30].

- 2024 - Mostra di sculture, incisioni e disegni presso il Palazzo del Municipio di Camagna Monferrato[31] (comune nel quale l'artista ha avuto il suo atelier per circa un ventennio) in occasione del centenario della nascita dell’artista.

## Galleria d'immagini

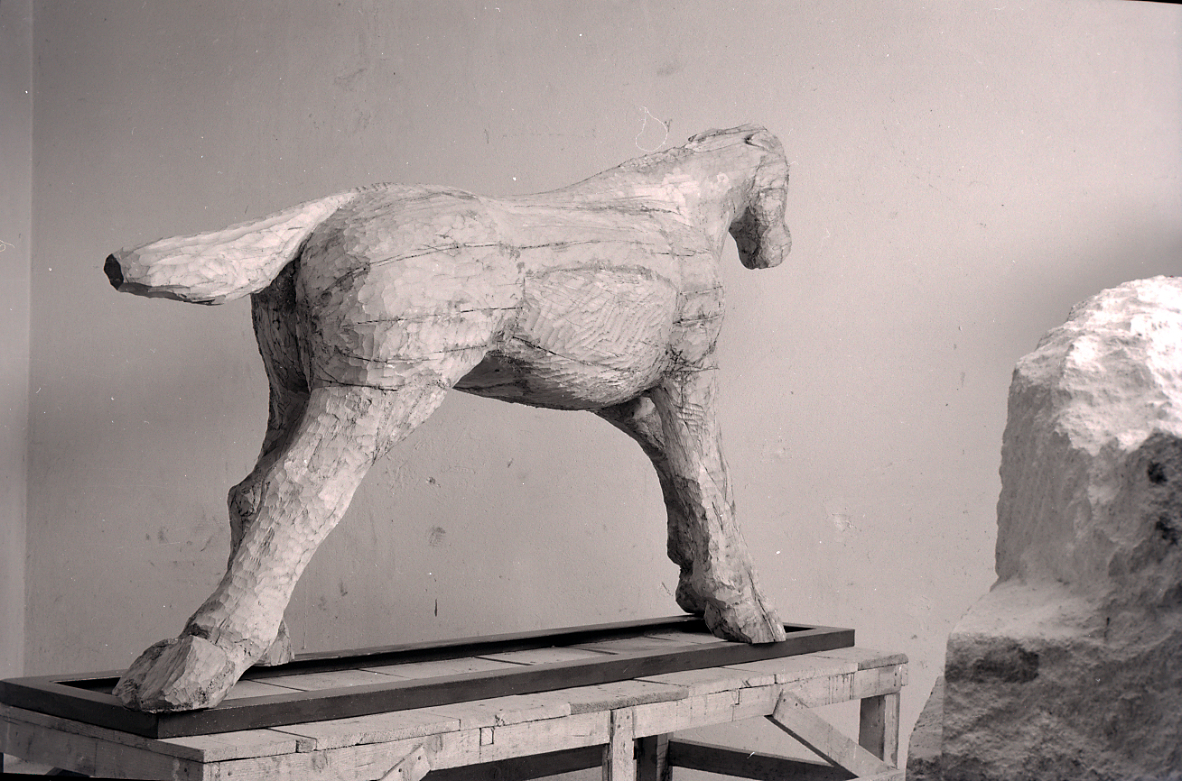
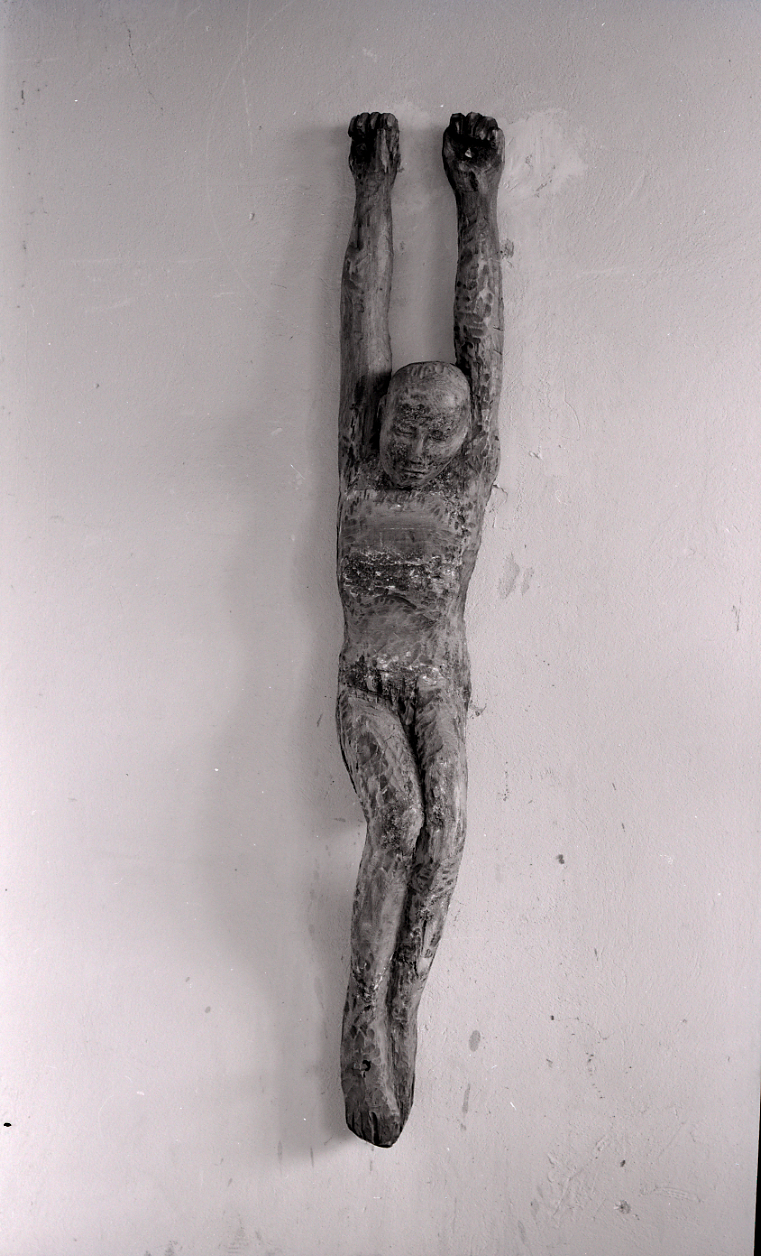
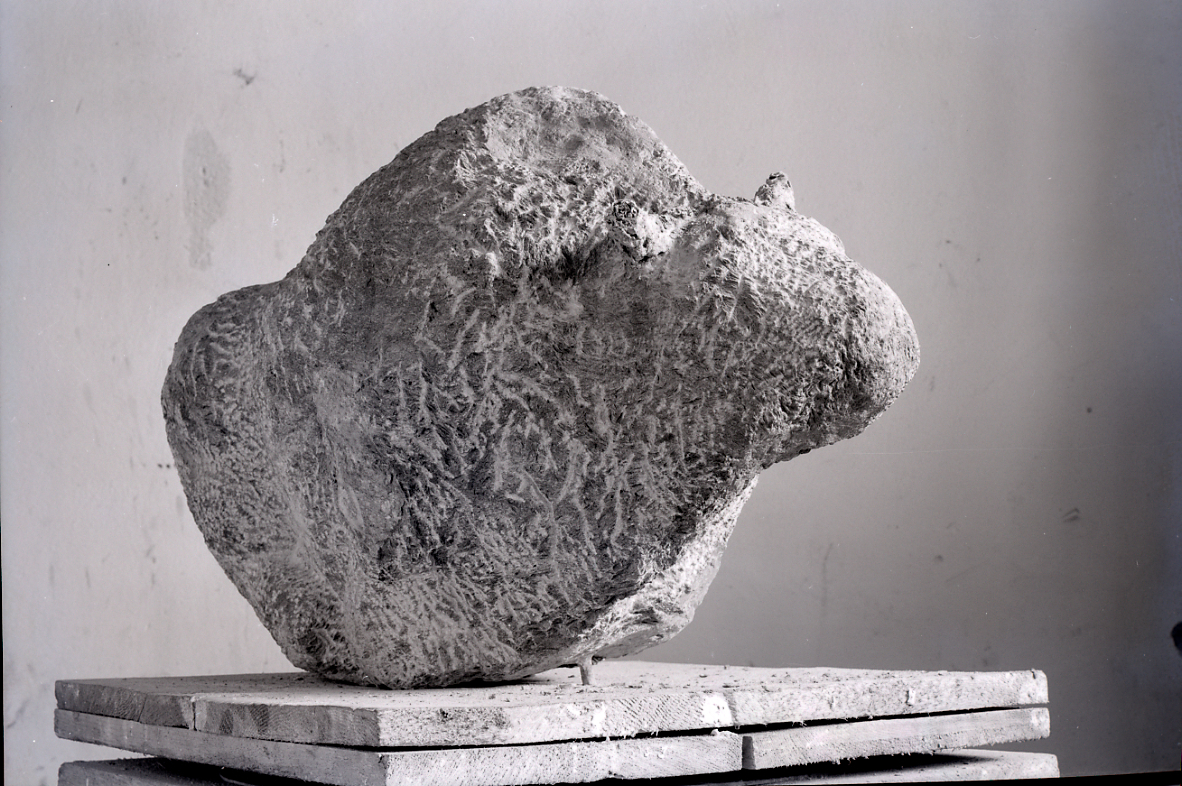